# Ted Hooper
Ted Hooper (Arcadia, 31 gennaio 1991) è un ex lunghista taiwanese con cittadinanza statunitense.

## Biografia
Hooper ha iniziato a praticare il salto in lungo alle scuole superiori per poi proseguire il proprio percorso atletico all'Università della California - Riverside gareggianto ai campionati NCAA.
Hooper, di padre statunitense e madre taiwanese, ha adottato nel 2015 la cittadinanza materna per gareggiare nelle competizioni internazionali, gareggiando ai Campionati asiatici di Wuhan, in cui ha conquistato una medaglia d'argento. L'anno seguente ha debuttato mondialmente ai Mondiali indoor di Portland, non segnando alcuna misura.

## Palmarès
| Anno | Manifestazione      | Sede     | Evento         | Risultato | Prestazione | Note |
| ---- | ------------------- | -------- | -------------- | --------- | ----------- | ---- |
| 2015 | Campionati asiatici | Wuhan    | Salto in lungo | Argento   | 7,80 m      |      |
| 2015 | Universiadi         | Gwangju  | Salto in lungo | 5º        | 7,83 m      |      |
| 2016 | Mondiali indoor     | Portland | Salto in lungo | Finale    | nm          |      |